# フランス3
フランス3（フランス トロワ、France 3）は、フランスのテレビチャンネルであり、フランス・テレビジョンにより運営されている。1972年開設。

## 歴史
1972年の12月31日にORTFの第3チャンネル（La Troisième Chaîne）として開局、当初からカラー放送であった。ORTFの分割後はFR3（France Régions 3）として、地方向け放送を充実したローカル・チャンネルとなる。ただ、アンテンヌ2同様に経営が苦しくなり、フランス・テレビジョン発足と共に、France 3となる。
総合編成を組んでいるが、ローカルニュースが充実しているなど「地方のチャンネル」として国内では親しまれている。